# Rotes Buch von Weimar
Das Rote Buch von Weimar oder auch „Erbbuch“ von Weimar ist ein Quellenwerk zur Weimarer Stadtgeschichte, die Auskunft über Renten, Zinsen, Güter, Ortschaften, Klöster, Fronen und sonstige Lasten Auskunft gibt.
Es ist ein Verzeichnis des Herrschaftsbereichs der Grafen von Orlamünde mit seinen Ortschaften, Gütern, Klöstern, Kirchen usw. Es gibt über diese auch Auskunft über die dem Amt Weimar zugehörigen Renten, Fronen, Lehen und sonstige Lasten. Es wurde 1891 von Otto Francke (1855–1930) erstmalig herausgegeben. Es wurde in die von Paul Mitzschke begründete und redigierte Thüringisch-Sächsische Geschichtsbibliothek aufgenommen und erschien im Verlag von Friedrich Andreas Perthes in Gotha. Es enthält zahlreiche Anmerkungen zum mittelhochdeutschen Originaltext der zweiten Hälfte des 14. bis zum Beginn des 15. Jahrhunderts.